# 1904 na ciência

## Eventos
- 27 de Novembro - Olinto De Pretto apresenta oficialmente a tese "Ipotesi dell'etere nella vita dell'universo", ou ("Hipótese do éter na vida do universo"), que foi supostamente plagiada e incorporada por Albert Einstein para criação da teoria da relatividade.
- Hantaro Nagaoka propõe um primitivo modelo nuclear do átomo, em que os elétrons orbitam uma densa massa nuclear.[1]

## Nascimentos
| Data            | Nome                         | Profissão                            | Nacionalidade                                 | Observações                                                                                              | Ref               |
| --------------- | ---------------------------- | ------------------------------------ | --------------------------------------------- | --- | ----------------- |
| 2 de janeiro    | Walter Heitler               | físico                               | Império Alemão                                | m. 1981 Medalha Max Planck 1968                                                                          | [ 2 ]             |
| 26 de fevereiro | Manuel Valadares             | físico                               | Reino Unido de Portugal, Brasil e Algarves    | m. 1982                                                                                                  |                   |
| 27 de fevereiro | Juliï Borisovich Khariton    | físico                               | Império Russo                                 | m. 1996                                                                                                  |                   |
| 4 de março      | George Gamov                 | físico                               | Império Russo / Estados Unidos                | m. 1968                                                                                                  |                   |
| 11 de abril     | Philip Hall                  | matemático                           | Reino Unido da Grã-Bretanha e Irlanda         | m. 1982 Medalha De Morgan 1965 Medalha Sylvester 1961                                                    | [ 3 ] [ 4 ]       |
| 14 de abril     | Reinout Willem van Bemmelen  | geólogo                              | Países Baixos · (Índias Orientais Holandesas) | m. 1983 Medalha Wollaston 1977                                                                           | [ 5 ]             |
| 20 de abril     | George Stibitz               | cientista de computação              | Estados Unidos                                | m. 1995                                                                                                  |                   |
| 22 de abril     | Robert Oppenheimer           | físico                               | Estados Unidos                                | m. 1967 Prémio Enrico Fermi 1963                                                                         | [ 6 ]             |
| 20 de junho     | Francis John Pettijohn       | geólogo                              | Estados Unidos                                | m. 1999 Medalha William H. Twenhofel 1974 Medalha Wollaston 1974 Medalha Penrose 1975 Medalha Sorby 1982 | [ 7 ] [ 5 ] [ 8 ] |
| 8 de julho      | Henri Cartan                 | matemático                           | França                                        | m. 2008 Prémio Wolf de Matemática 1980                                                                   | [ 9 ]             |
| 27 de julho     | Kenneth Bainbridge           | físico nuclear                       | Estados Unidos                                | m. 1996                                                                                                  |                   |
| 28 de julho     | Pavel Alekseyevich Cherenkov | físico                               | Império Russo                                 | m. 1990 Nobel da Física 1958                                                                             | [ 10 ]            |
| 14 de agosto    | Léon Rosenfeld               | físico                               | Bélgica                                       | m. 1974                                                                                                  |                   |
| 16 de agosto    | Wendell Meredith Stanley     | bioquímico e virulogista             | Estados Unidos                                | m. 1971 Nobel da Química 1946                                                                            | [ 11 ]            |
| 28 de agosto    | Secondo Campini              | engenheiro aeroespacial              | Itália                                        | m. 1980                                                                                                  |                   |
| 3 de outubro    | Charles J. Pedersen          | químico                              | Estados Unidos                                | m. 1989 Nobel da Química 1987                                                                            | [ 11 ]            |
| 22 de novembro  | Louis Eugène Félix Néel      | físico                               | França                                        | m. 2000 Nobel da Física 1970                                                                             | [ 10 ]            |
| 13 de dezembro  | William McCrea               | astrónomo e matemático               | Reino Unido                                   | m. 1999 Medalha de Ouro da Royal Astronomical Society 1976                                               | [ 12 ]            |
| 22 de dezembro  | Christian Møller             | físico e químico                     | Dinamarca                                     | m. 1980                                                                                                  |                   |
| 25 de dezembro  | Gerhard Herzberg             | químico                              | Império Alemão                                | m. 1999 Nobel da Química 1971 Medalha Real 1971                                                          | [ 11 ] [ 13 ]     |
| ??              | Ian Robert Penicuick Heslop  | explorador, naturalista e entomólogo | Reino Unido da Grã-Bretanha e Irlanda         | m. 1970                                                                                                  |                   |

## Mortes
| Data           | Nome                              | Profissão                                       | Nacionalidade  | Observações                                  | Ref    |
| -------------- | --------------------------------- | ----------------------------------------------- | -------------- | -------------------------------------------- | ------ |
| 5 de janeiro   | Karl Alfred von Zittel            | geólogo e paleontologista                       | Alemanha       | n. 1839                                      |        |
| 10 de janeiro  | Christian August Friedrich Garcke | farmacêutico e botânico                         | Alemanha       | n. 1819                                      |        |
| 7 de março     | Ferdinand André Fouqué            | geólogo e petrologista                          | França         | n. 1828                                      |        |
| 1 de maio      | Augusto González de Linares       | geólogo, mineralogista e zoólogo                | Espanha        | n. 1845                                      |        |
| 12 de maio     | Gabriel de Tarde                  | filósofo, sociólogo, psicólogo e criminologista | França         | n. 1843                                      |        |
| 24 de maio     | George Gilles de la Tourette      | neurologista                                    | França         | n. 1857                                      |        |
| 23 de julho    | Rodolfo Armando Philippi          | naturalista                                     | Chile          | n. 1808                                      |        |
| 9 de agosto    | Friedrich Ratzel                  | geógrafo                                        | Alemanha       | n. 1844                                      |        |
| 24 de setembro | Niels Ryberg Finsen               | médico                                          | Dinamarca      | n. 1860 Nobel de Fisiologia ou Medicina 1903 | [ 14 ] |
| 23 de outubro  | Samuel Washington Woodhouse       | médico e ornitologista                          | Estados Unidos | n. 1821                                      |        |
| 27 de novembro | Paul Tannery                      | matemático                                      | França         | n. 1843                                      |        |
| ??             | Bernard Renault                   | paleobotânico                                   | França         | n. 1836                                      |        |

## Prémios

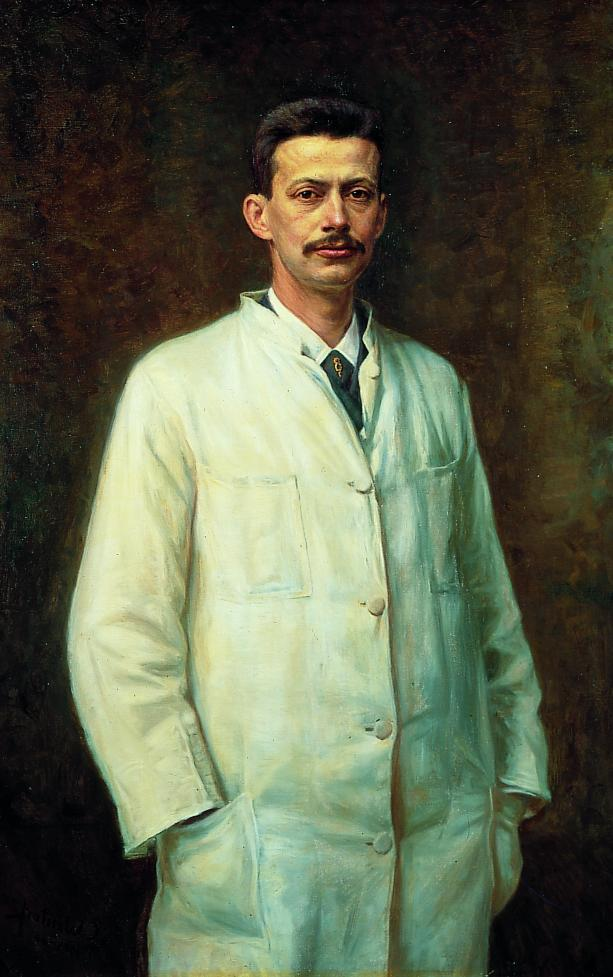
Niels Ryberg Finsen

Medalha Bruce
- William Huggins[15]

Medalha Copley
- William Crookes[16]

Medalha Darwin
- William Bateson[17]

Medalha Davy
- William Henry Perkin, Jr.[18]

Medalha Guy de prata
- D.A. Thomas[19]

Medalha Hughes
- Joseph Swan[20]

Medalha Lavoisier (SCF)
- James Dewar[21]

Medalha Lyell
- Alfred Gabriel Nathorst[22]

Medalha Matteucci
- Marie Curie[23] e Pierre Curie[23]

Medalha Murchison
- George Alexander Louis Lebour[24]

Medalha de Ouro da Royal Astronomical Society
- George Ellery Hale[12]

Medalha Real
- David Bruce[25] e William Burnside[25]

Medalha Rumford
- Ernest Rutherford[26]

Medalha Sylvester
- Georg Cantor[4]

Medalha Wollaston
- Albert Heim[5]

Prémio Nobel
- Física - John William Strutt (Lord Rayleigh) (1842 - 1919).[10]
- Química - Sir William Ramsay (1852 - 1916).[11]
- Medicina - Ivan Petrovich Pavlov (1849 - 1936)[14]

Prémio Rumford
- Ernest Fox Nichols[27]